# Djibo (département)
Pour les articles homonymes, voir Djibo.
Djibo est un département et une commune urbaine du Burkina Faso situé dans la province du Soum et la région du Sahel. En 2012, le département comptait 60 042 habitants.

## Villes et villages
Le département comprend une ville chef-lieu (populations actualisées en 2012) :
- Djibo (28 990 habitants), divisée en 9 secteurs

et 23 villages :
- Bani (518 habitants)
- Banikani (842 habitants)
- Borguendé (2 230 habitants)
- Digatao-Mossi (594 habitants)
- Digatao-Rimaïbé (944 habitants)
- Fétekoba (962 habitants)
- Fétonada (760 habitants)
- Ingani (524 habitants)
- Kermagou (1 700 habitants)
- Koubel-Alpha (4 702 habitants)
- Koumbataka (512 habitants)
- Mondé-Sô (1 082 habitants)
- Nganoua (700 habitants)
- Pételtioudé (1 038 habitants)
- Piladi (2 566 habitants)
- Sè (2 613 habitants)
- Séno-Bani (892 habitants)
- Séno-Tépadjé (350 habitants)[2]
- Silgueye (1 345 habitants)
- Sô (1 481 habitants)
- Som (638 habitants)
- Tondiata (3 011 habitants)
- Yaté (1 048 habitants)